# Dieter Roggow
Dieter Roggow (* 18. Juli 1948) ist ein ehemaliger deutscher Fußballspieler.

## Werdegang
Der Abwehrspieler Dieter Roggow begann seine Karriere beim Bünder Amateurverein TuS Frisch-Auf Dünne und wechselte später zum Lokalrivalen SV Ennigloh 09 in die Landesliga Westfalen. Im Sommer 1971 folgte der Wechsel zum Regionalligisten DJK Gütersloh. Drei Jahre später gelang ihm mit den Güterslohern die Qualifikation für die neu geschaffene 2. Bundesliga. Dieter Roggow verließ Gütersloh in Richtung Bünder SV, der im Jahr zuvor aus einer Fusion des SV Ennigloh 08 mit der SG Bünde 08 entstanden war.
Dieter Roggow absolvierte für die DJK Gütersloh 54 Regionalligaspiele und erzielte dabei kein Tor. Nach seinem Karriereende war Roggow Trainer der zweiten Mannschaft des Bünder SV und arbeitete hauptberuflich als Finanzbeamter.